# Саид Нурси
Бадиуззама́н Саи́д Нурси́ (курд. Seîdê Nûrsî, тур. Bediüzzaman Said Nursî; 1878 — 23 марта 1960) — османский и турецкий исламский богослов и учёный курдского происхождения, толкователь (муфассир) Корана. Период молодости Нурси совпал с Первой мировой войной, распадом Османской империи и созданием Турецкой республики.
Уже в раннем возрасте Саид Нурси получил приставку к имени Бадиуззаман («диво своего времени»). Прозвище «Бадиуззаман» получали лишь наиболее отличившиеся исламские ученые.
Саид Нурси оказал значительное влияние на развитие ислама в современной Турции, а также по всему миру. Вся жизнь Нурси сопровождалась необычными и опасными событиями. Он воевал на фронте, побывал в русском плену, много путешествовал. Постоянно находился в центре внимания крупных политических деятелей Османской империи, Турции и других государств. В течение 28 лет неоднократно подвергался арестам, гонениям, покушениям и прочему политическому давлению, однако суд каждый раз его оправдывал.
Является одним из наиболее изученных и почитаемых исламских деятелей в Турции и в тюркском мире, а также в ряде арабских стран и странах Африки, однако мало известен на Западе.
Полагая, что современная наука и логика ведут в будущее, он выступал за преподавание религиозных наук в светских школах и современных наук в религиозных школах.
Нурси посвятил значительную часть своей деятельности толкованию Корана, проблемам мусульманского общества, однако также уделял внимание проблемам политической и светской жизни. Всё это помогло ему написать главный труд его жизни «Рисале-и Нур» — комментарий к Корану, значительно отличающийся от классических исламских трудов. Написанный им тафсир носит название «Рисале-и Нур», переведён на 50 языков, печатается во многих странах мира. Эти книги отвергают все формы вражды и насилия, призывая людей Писания объединиться с мусульманами в борьбе против безбожия и разврата современного мира. В 1950-х годах Нурси нанёс визит в Константинопольскую православную патриархию с предложением сотрудничества против безбожия, в то время, когда межрелигиозный диалог был беспрецедентным явлением. Идеи С. Нурси совпали с идеологией II Ватиканского собора, признанием Ватиканом традиционного ислама авраамической религией, что явилось важным этапом в развитии мусульманско-христианского диалога.
В основном, ведя отшельнический образ жизни, Нурси собрал вокруг себя большое количество учеников, которые переписали множество копий «Рисале-и Нур». Несмотря на то, что со дня смерти Нурси прошло уже несколько десятилетий, его идеи актуальны и в современном исламском мире, а его ученики продолжают распространять «Рисале-и Нур».
Жизни Нурси посвящено множество книг — в основном на турецком языке. По просьбе учеников Нурси ещё при жизни написал автобиографию, разделив свою жизнь «Прежнего Саида» и «Нового Саида».

## Ранние годы
Саид Нурси родился в горном селении Нурс в вилайете Битлис, населенном преимущественно курдами. Его отца звали Мирза, а мать — Нурие (Нура). Отца семейства также называли суфий Мирза за его принадлежность к суфийскому ордену. Саид был четвёртым из семерых детей. Двое старших детей в семье были девочками, Дюррие и Ханым. Ханым стала знатоком в области религии. После инцидента в Битлисе в 1913 году оба отправились в добровольное изгнание в Дамаск. Ханым скончалась в Мекке в 1945 году, когда обходила аль-Каабу. Следующим ребёнком был Абдуллах, который тоже стал ходжой и был первым учителем молодого Саида. Он умер в Нурсе в 1914 году. Вслед за Саидом родился Мехмед, который преподавал в медресе в деревне Арвас, расположенной недалеко от Нурса. Далее появился Абдулмеджид, который учился долгие годы у своего старшего брата Саида. Он приобрёл известность благодаря своим переводам на турецкий язык двух работ Нурси, написанных на арабском языке. Абдулмеджид скончался в Конье в 1967 году. Нет сведений о младшем ребёнке, девочке по имени Мерджан. Старшая сестра Дюррие была матерью Убейда, тоже ученика Саида. Она утонула в деревенской реке, когда её сын был в малолетнем возрасте. Отец семейства Мирза умер в 1920-х годах и похоронен на кладбище Нурса.
Покинув родной дом для продолжения образования, Саид никогда больше не виделся с матерью. Она скончалась во время Первой мировой войны и была также похоронена в Нурсе. Позднее Саид скажет: 

 У своей матери я научился состраданию, а у отца — аккуратности и порядку.
Отрочество Саида прошло в Нурсе вместе с семьёй. Он рос чрезвычайно смышлёным, любил постоянно исследовать, спрашивать и находить ответы на интересующие его вопросы. Много лет спустя, объясняя, как научные метафоры могут выродиться и превратиться в суеверие, «если попадут в руки невежды», он привёл в качестве примера случай, иллюстрирующий этот факт.
Однажды ночью, услышав грохот металлических бидонов и выстрел винтовки, все выбежали из дома и увидели лунное затмение. Саид спросил у матери: 

«Почему луна исчезла?» Она ответила: «Змея её проглотила». Тут Саид снова спросил: «Тогда почему её всё-таки видно?» «Змеи в небе похожи на стекло. Они показывают всё, что у них внутри» .
 Саид узнал правильный ответ лишь несколько лет спустя, когда стал изучать астрономию.

## Учение
Саид Нурси проповедовал короткий путь в постижении истины. Смысл религии видел в служении принципам Корана. Идеалом терпеливого человека для него был Айюб (Иов). Одной из тем в его тафсирах является предостережение о Даджале (Антихристе). Считал, что исламская цивилизация в будущем будет господствовать. Он говорил: «В будущем, в котором будет править разум, наука и технология, несомненно, будет править Коран, который опирается на рациональные доказательства и который все свои предписания обосновывает разумом». Написанный им тафсир носит название «Рисале-и Нур», переведен на 40 языков, печатается во многих странах мира. Эти книги отвергают все формы вражды и насилия, призывая людей Писания объединиться с мусульманами в борьбе против безбожия и разврата современного мира. В 1950-х гг. Нурси нанёс визит в Константинопольскую православную патриархию с предложением сотрудничества против безбожия, в то время, когда межрелигиозный диалог был неслыханным явлением. Идеи С. Нурси совпали с идеологией II Ватиканского собора, признанием Ватиканом традиционного ислама авраамической религией, что явилось важным этапом в развитии мусульманско-христианского диалога. Оценивая современное мировое общество с точки зрения развития науки и техники, Саид Нурси утверждает, что мировая религия ислам будет вести духовную борьбу с безбожием, доказывая истинность Корана на основе научных открытий в физике, математике и др. точных дисциплинах. Он указывает в своих трудах, что все мировые религии имеют один источник, призывает с уважением и любовью относиться ко всему человечеству, все блага современной цивилизации считает достижением истинного христианства и идеализма, а упадок и безбожие — следствием влияния материализма, унаследованного от языческого Рима.

## Оценки
21 мая 2007 Коптевский суд Москвы признал некоторые русские переводы этих книг экстремистскими, найдя в них «наличие признаков экстремизма, в частности: возбуждение религиозной розни, пропаганда исключительности, превосходства и неполноценности граждан по признаку их отношения к религии». Суд принял решение на основании проведённой экспертизы. Согласно В. П. Лукину, положительные заключения по книгам «Рисале-и Нур» дали Организация Исламская конференция, совет по делам религии при совмине Турции, университет Аль-Азхар, Ватикан.
Решением Верховного Суда Российской Федерации от 10.04.2008 Международная религиозная организация «Нурджулар» признана экстремистской и запрещена на территории России. Вместе с тем, вклад Нурси и его современных идейных последователей в распространение идей толерантности отмечены Ватиканом и рядом западных исследователей. В этой связи Уполномоченный по правам человека в России В. П. Лукин направлял обращение в Коптевский районный суд г. Москвы, в котором отнёс книги Саида Нурси к «религиозно-назидательной литературе», и указал мнение своего рабочего аппарата, согласно которому «в книгах и брошюрах нет какого-либо противопоставления граждан по признаку их мировоззренческого выбора (религиозного или нерелигиозного) и уж тем более — призывов к религиозной вражде и нетерпимости». Сотрудники Администрации Президента и Правительства РФ: Советник Администрации Президента РФ А. А. Гришин считает необходимым создать специальный экспертный совет, который бы определял критерии для внесения некоторых исламских книг в федеральный список экстремистской литературы. Общественная палата рассматривала этот же вопрос. Эксперты МГУ имени М. В. Ломоносова в апреле 2010 г. провели экспертизу по книге С. Нурси «Десятое Слово. О воскресении из мёртвых» из собрания сочинений «Рисале-и Hyp» и дали положительную оценку этой книге.
По мнению некоторых специалистов Института Ближнего Востока (Президент — Сатановский Е. Я.; А. Г. Гаджиев, несуществующий «эксперт» М. Н. Давыдов, Е. В. Загорнова, З. С. Арухов), учение Саида Нурси лежит в основе идеологии «Нурджулар», действующей в Турции и ряде стран мира, в том числе в государствах СНГ. Данные исследователи отмечают, что в регионах России и странах СНГ с компактным проживанием мусульман сторонники «Нурджулар» якобы занимаются распространением идей пантюркизма и панисламизма, способных спровоцировать конфликты между представителями различных национальностей и конфессий.
По мнению ректора Российского исламского университета Р. Мухаметшина, в трудах С. Нурси нет упоминаний ни про пантюркизм, ни про панисламизм. Известно, что Нурси был противником всякого национализма и расизма. На запрос прокуратуры в Министерство иностранных дел Турции относительно литературы Саида Нурси был дан ответ о том, что книги Саида Нурси не пропагандируют экстремизм и не запрещены на территории их страны. Также МИД Турции официально подтвердил отсутствие такой организации, как «Нурджулар». Кроме того, премьер-министр Турции и Председатель Партии справедливости и развития Реджеп Эрдоган, выступая на 3-м съезде ПСР, сказал: «Без Ахмада Хани, без Саида Нурси духовность Турции потерпит урон». В обзоре ежегодного доклада Комиссии США по свободе вероисповедания в странах мира за 2010 год Правительству РФ рекомендуется пересмотреть недавние судебные дела, признавшие публикации свидетелей Иеговы и турецкого теолога Саида Нурси экстремистскими. В ежегодном докладе Госдепартамента США о свободе вероисповедания за 2010 г. говорится: «Конституция России обеспечивает свободу религии, и, в целом, правительство уважает это право и на практике. Однако религиозные меньшинства, в особенности, мусульмане — последователи турецкого теолога Саида Нурси, свидетели Иеговы и саентологи столкнулись с запретами на свою религиозную литературу и с трудностями при регистрации своих организаций. И хотя конституция предполагает равенство перед законом всех религиозных групп и отделение церкви от государства, правительство не всегда уважало эти предписания».
26 ноября 2014 года книги Саида Нурси официально были взяты под защиту Турецкого государства.
28 августа 2018 года Европейский суд по правам человека вынес решение, касающееся признания экстремистскими в России сочинений Саида Нурси. В частности, суд отметил, что при запрете книг не были предоставлены никакие свидетельства тому, что их распространение привело к какой-либо религиозной напряженности или другим негативным последствиям, а тем более к насилию. Суд также отметил, что в российском судопроизводстве были нарушены правила проведения экспертизы, согласно которым эксперты не должны отвечать на юридические вопросы. Все процитированные российскими судами фразы из книг Саида Нурси не могут быть истолкованы как возбуждающие ненависть и нетерпимость. Европейский суд пришёл к выводу, что, рассматривая дела о признании книг Нурси экстремистскими и их запрете, российские суды не привели достаточных и относимых к делу оснований, и присудил 7500 евро в качестве компенсации морального вреда.

## Труды
Собрание произведений «Рисале-и Нур» («Трактаты Света») представляют собой тафсир — комментарии, толкование Корана через призму современного понимания. Эти книги логично, с помощью многочисленных доводов и доказательств, обосновывают такие столпы веры, как вера в существование Творца, жизни после смерти, Рай, Ад, ангелов, смысл жизни и смерти, счастье и несчастье в этом и в Ином мирах. Эти книги служат познанию откровения Всевышнего Творца, опираясь на современные научные достижения. Они далеки от религиозного экстремизма и фанатизма, призывают к вере и любви в Единого Бога, Его созданиям — всем людям, независимо от нации, расы или вероисповедания.
Произведения «Рисале-и Нур» состоят из 14 томов:
1. Слова (Sözler) — 765 стр.
2. Сияния (Lem’alar) — 455 стр.
3. Письма (Mektubat) — 505 стр.
4. Лучи (Şu’alar) — 655 стр.
5. Чудотворные Знамения Корана (İşarat-ül İ'caz) — 202 стр.
6. Месневи-и Нурия (Mesnevi-i Nuriye) — 234 стр.
7. Посох Мусы (Asa-yı Musa) — 236 стр.
8. История жизни (биография Саида Нурси) (Tarihçe-i Hayat) — 671 стр.
9. Сравнение веры и неверия (İman ve küfür Muvazeneleri) — 250 стр.
10. Барлинское приложение (Barla Lahikası) — 348 стр.
11. Кастомонское приложение (Kastamonu Lahikası) — 218 стр.
12. Эмирдагское приложение (Emirdağ Lahikası) — 486 стр.
13. Рассуждения (Muhakemat) — 161 стр.
14. Печать тайного подтверждения (Sikke-i Tasdik-ı Gaybi) — 229 стр.

Книги Саида Нурси переведены на арабский, английский, немецкий, испанский, французский, персидский и другие языки.

### Переводы на русский язык
- Нурси С. Вестник молодости: Из собр. соч. "Рисале-и Нури". — 1999. — 185 с.
- Нурси С. Вера и человек: Из собр. соч. "Рисале-и Нури" / перевод М. Г. Тамимдарова. — 2000.
- Нурси С. Основы искренности: Из собр. соч. "Рисале-и Нури". — 2000.
- Нурси С. Истины вечности души: Из собр. соч. "Рисале-и Нури" / перевод М. Ш. Абдуллаева. — 2000.
- Нурси С. Истины веры: Из собр. соч. "Рисале-и Нури". — 2000.
- Нурси С. Путеводитель для женщин: Из собр. соч. "Рисале-и Нури" / перевод М. Ш. Абдуллаева. — 2000.
- Нурси С. Плоды веры: Из собр. соч. "Рисале-и Нури" / перевод М. Г. Тамимдарова. — 2000.
- Нурси С. Рамадан. Бережливость. Благодарность: Из собр. соч. "Рисале-и Нури". — 2000.
- Нурси С. Мунаджат (Молитва). Третий луч: Из собр. соч. "Рисале-и Нури" / перевод М. Г. Тамимдарова. — 2002.
- Нурси С. Брошюра для больных: Из собр. соч. "Рисале-и Нури" / перевод М. Г. Тамимдарова. — 2003.
- Нурси С. Тридцать три окна: Из собр. соч. "Рисале-и Нури" / перевод М. Ирсала. — 2004.
- Нурси С. Основы братства: Из собр. соч. "Рисале-и Нури" / перевод М. Г. Тамимдарова. — 2004.
- Нурси С. Путь истины: Из собр. соч. "Рисале-и Нури" / перевод М. Ш. Абдуллаева, М. Г. Тамимдарова. — 2004.
- Нурси С. Посох Мусы: Из собр. соч. "Рисале-и Нури" / перевод Т. Н. Галимова, М. Г. Тамимдарова.
- Нурси С. Краткие слова: Из собр. соч. "Рисале-и Нури" / перевод М. Г. Тамимдарова.